# Rushnik

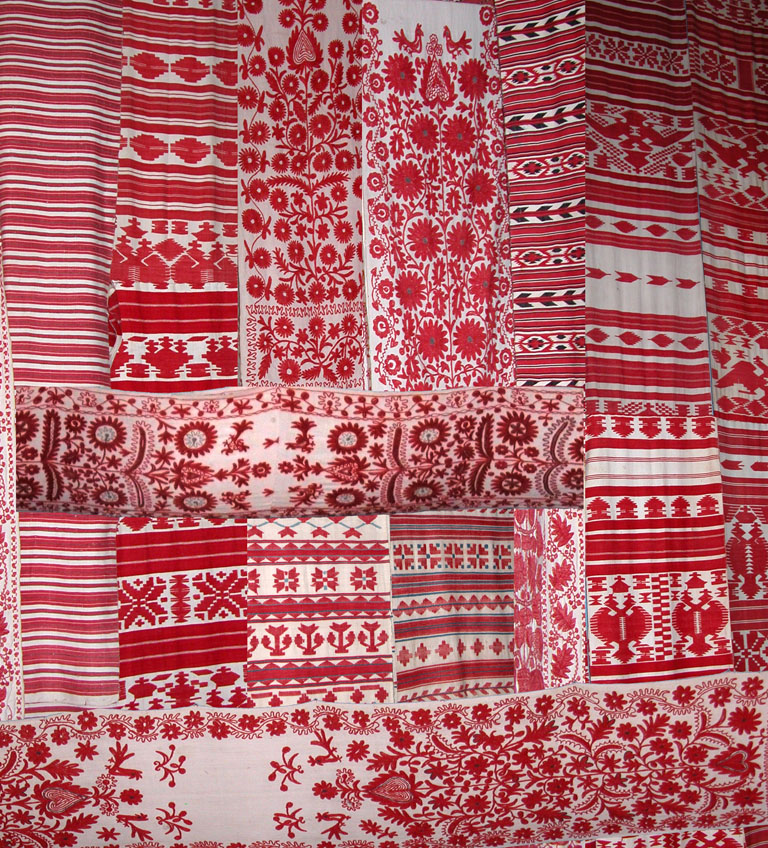
Toallas ucranianas decoradas con rushniks.

Bandera de Bielorrusia con su patrón de rushnik decorativo.

El rushnik o rushnyk (en ruso: полотенце ручник, en ucraniano: рушник, en bielorruso: ручнік, ručnik) es un tipo de bordado decorativo y ritual. Se encuentran realizadas en lino o algodón, con diseños que representan patrones, pictogramas o símbolos antiguos. Los mismos son usados en los rituales de los pueblos eslavos orientales, servicios religiosos y eventos tales como bodas y funerales. Cada región tiene sus propios diseños y patrones cuyos significados son distintos, los cuales son transmitidos de generación en generación y son motivo de estudio de etnógrafos.
Las colecciones de rushniks son típicas en museos etnográficos. En Ucrania, el Museo Rushnik se encuentra ubicado en la ciudad de Pereyáslav, como parte del Museo de Arquitectura Popular y Vida de la Ucrania del Dniéper. La colección rusa de rushniks más importante se encuentra en una sala del Museo del Hermitage. En la Iglesia ortodoxa rusa cumple un rol fundamental ya que habitualmente se utilizan para decorar íconos religiosos. En las casas ucranianas es habitual las decoraciones con rushniks, como también en su vestimenta popular.
Su forma rectangular simboliza el inicio de la vida en un camino y sus patrones quieren representar la memoria ancestral de cada región. Son realizados en lino o cáñamo, y su hilado suele estar dedicado a la diosa eslava Mokoš. Los colores más usados son el blanco y, por sobre todo, el rojo que representa la sangre. Su composición tradicional es manual a través de agujas y pequeñas puntadas. Como tradición, cada niño recibe un rushnik en su nacimiento y debe llevarlo consigo hasta el último de sus días para ser enterrado con él. Sin embargo, existen rushniks más sencillos que son utilizados simplemente como toallas o como elementos de decoración, con bordados y frases en alfabeto cirílico y encajes. La actual bandera de Bielorrusia tiene una franja con un rushnik, la cual evoca su pasado como república soviética.